# Martin Gutzwiller
Martin C. Gutzwiller (Basilea, 12 d'octubre de 1925 - Nova York, 3 de març de 2014) va ser un físic suís conegut per haver explicat el fenomen del ferromagnetisme, a més d'altres contribucions.
Des del 1945 va estudiar a l'ETH de Zúric (Suïssa) amb Wolfgang Pauli on va obtenir el seu diploma el 1949. En acabar va treballar a la companyia telefònica suïssa, per marxar poc després cap als EUA per a fer el doctorat a la Universitat de l'Estat de Kansas amb Max Dresden. Va treballar en enginyeria de microones per a la BBC, en geofísica per a Shell Oil i finalment per a IBM, primer a Suïssa, i després a Nova York i a Yorktown Heights (EUA), fins a la seva jubilació el 1993. Fou professor adjunt a la Universitat Yale. Altres llocs on va exercir l'ensenyança són la Universitat de Colúmbia, l'ETH de Zurich, París-Orsay i Estocolm.
El 1963 va formular la que ara es coneix com a funció d'ona de Gutzwiller per a explicar el ferromagnetisme mitjançant les interaccions entre els electrons en els metalls. El 1970, va realitzar les primeres investigacions que analitzaven les relacions entre la mecànica clàssica i la mecànica quàntica en sistemes caòtics (caos quàntic), i va trobar noves solucions a problemes matemàtics en teoria de camps, propagació d'ones, física de cristalls, mecànica quàntica i mecànica celeste.
Honors:
- Membre de l'Acadèmia Nacional de Ciències dels EUA, 1992[1]
- Membre de la Societat Americana de Física
- Premi Dannie Heineman de Física Matemàtica, 1993 (Societat Americana de Física, Institut Americà de Física)[1]
- Medalla Max-Planck, 2003 (Societat Alemanya de Física)

Llibre:
- Chaos in Classical and Quantum Mechanics, 1990